# Lago Glubokoe
Il lago Glubokoe (in russo озеро Глубокое?) chiamato anche Omuk-Kjuël' (Омук-Кюёль) è un lago della Russia, situato sul bordo occidentale dell'altopiano Putorana, nella parte meridionale della penisola del Tajmyr, a circa 65 km a est di Noril'sk. Dal punto di vista amministrativo si trova nel Tajmyrskij rajon del Territorio di Krasnojarsk, nel Circondario federale della Siberia. 

## Geografia
Il lago appartiene al bacino del fiume Pjasina. È alimentato da vari fiumi minori: Čačir, Muksun, Gudke-Daptu, Severnyj Ikėndekit, Kyltėllar, Jaščkun (Чачир, Муксун, Гудке-Дапту, Северный Икэндекит, Кылтэллар, Ящкун); emissario, nella parte nord-occidentale è il fiume Glubokaja, che sfocia nel lago Melkoe.
Il Glubokoe ha una superficie di 143 km² (secondo il registro delle acque statale; secondo alcune altre fonti 136 km²) e un bacino idrografico di 4400 km². La sua lunghezza è di 43 m, per una larghezza massima di 5 km. Ha una profondità media di 16 metri e massima di 200.
Il lago è stretto e lungo, si trova in una valle glaciale-tettonica a sud dei monti Lamskie (Ламские горы), i quali separano il Glubokoe dal lago Lama. Da metà ottobre a inizio luglio, è coperto dal ghiaccio.

### Fauna
Vivono nelle acque del lago: il pesce persico, il salmerino alpino e il temolo.